# Ruellia maya
Ruellia maya är en akantusväxtart som beskrevs av T.F. Daniel. Ruellia maya ingår i släktet Ruellia och familjen akantusväxter. Inga underarter finns listade i Catalogue of Life.